# Hamilton Piedra
Hamilton Piedra (n. Loja, Ecuador; 20 de febrero de 1993) es un futbolista ecuatoriano. Juega de portero y su equipo actual es Aucas de la Serie A de Ecuador.

## Trayectoria

### Deportivo Cuenca
Se inició en el Deportivo Cuenca desde la categoría sub-14. Su debut fue en el 2011, pero se consolidó como titular indiscutible en el 2014, después de la salida de Christian Mora al fútbol chino. Ha tenido muy buenas actuaciones que lo llevaron a ser considerado para la selección ecuatoriana de fútbol. Gracias a sus grandes atajadas, se ganó el apelativo de manos de piedra.
Debido a su gran actuación en aquella temporada, fue renovado para en el 2015 seguir en el arco de Deportivo Cuenca.
El 4 de enero de 2022 se anunció su regreso al club en condición de préstamo.

### Independiente del Valle
Para la temporada 2018 el club Independiente del Valle compra los derechos del jugador para vincularlo a sus filas, por sus destacadas actuaciones en el Deportivo Cuenca.

### Manta Fútbol Club
En la temporada 2021 jugó cedido a préstamo en el recién ascendido, Manta Fútbol Club, de la provincia de Manabí.

## Selección nacional

### Categorías inferiores

#### Participaciones en Sudamericanos
| Campeonato                  | Sede      | Resultado   | Partidos | Goles |
| --------------------------- | --------- | ----------- | -------- | ----- |
| Sudamericano Sub-20 de 2013 | Argentina | Sexto lugar | 3        | 0     |

### Selección absoluta
Hamilton fue convocado para la selección ecuatoriana de fútbol, comandada por Sixto Vizuete para los amistosos contra El Salvador y Estados Unidos en octubre de 2014.
También fue convocado a la selección ecuatoriana de fútbol bajo el mando del profesor Gustavo Quinteros en un partido amistoso contra la selección de Honduras como tercer arquero.
Para estos dos últimos partidos de eliminatorias Rusia 2018 que se jugaran ante la selección de Chile en Santiago y la selección de Argentina en Quito, Hamilton Piedra fue convocado por primera vez a partidos oficiales con la selección absoluta por el profesor Jorge Célico.

#### Participaciones en eliminatorias
| Eliminatorias      | Sede            | Resultado    | Partidos | Goles |
| ------------------ | --------------- | ------------ | -------- | ----- |
| Eliminatorias 2018 | América del Sur | No clasificó | 0        | 0     |

### Partidos internacionales
Actualizado al último partido disputado el 26 de julio de 2017.
| \| N.° \| Fecha \| Ciudad \| Rival \| Resultado \| Resultado \| Competencia \| \| --- \| ------------------- \| --------- \| ----------------- \| --------- \| --------- \| ----------- \| \| 1. \| 26 de julio de 2017 \| Guayaquil \| Trinidad y Tobago \| 3-1 \| Victoria \| Amistoso \| |                     |           |                   |           |           |             |
| N.° | Fecha               | Ciudad    | Rival             | Resultado | Resultado | Competencia |
| 1. | 26 de julio de 2017 | Guayaquil | Trinidad y Tobago | 3-1       | Victoria  | Amistoso    |

## Estadísticas

### Clubes
Actualizado al último partido disputado el 16 de agosto de 2025.
| Club                              | Div.          | Temporada     | Liga  | Liga  | Copas nacionales | Copas nacionales | Copas internacionales | Copas internacionales | Total | Total |
| Club                              | Div.          | Temporada     | Part. | Goles | Part.            | Goles            | Part.                 | Goles                 | Part. | Goles |
| --------------------------------- | ------------- | ------------- | ----- | ----- | ---------------- | ---------------- | --------------------- | --------------------- | ----- | ----- |
| Deportivo Cuenca · Ecuador        | 1.ª           | 2011          | 1     | 0     | —                | —                | —                     | —                     | 1     | 0     |
| Deportivo Cuenca · Ecuador        | 1.ª           | 2012          | 0     | 0     | —                | —                | —                     | —                     | 0     | 0     |
| Deportivo Cuenca · Ecuador        | 1.ª           | 2013          | 2     | 0     | —                | —                | —                     | —                     | 2     | 0     |
| Deportivo Cuenca · Ecuador        | 1.ª           | 2014          | 30    | 0     | —                | —                | —                     | —                     | 30    | 0     |
| Deportivo Cuenca · Ecuador        | 1.ª           | 2015          | 38    | 0     | —                | —                | —                     | —                     | 38    | 0     |
| Deportivo Cuenca · Ecuador        | 1.ª           | 2016          | 44    | 0     | —                | —                | —                     | —                     | 44    | 0     |
| Deportivo Cuenca · Ecuador        | 1.ª           | 2017          | 42    | 0     | —                | —                | 2                     | 0                     | 44    | 0     |
| Independiente del Valle · Ecuador | 1.ª           | 2018          | 37    | 0     | —                | —                | 2                     | 0                     | 39    | 0     |
| Independiente del Valle · Ecuador | 1.ª           | 2019          | 12    | 0     | —                | —                | 2                     | 0                     | 14    | 0     |
| Independiente del Valle · Ecuador | 1.ª           | 2020          | 3     | 0     | —                | —                | 0                     | 0                     | 3     | 0     |
| Independiente del Valle · Ecuador | Total club    | Total club    | 52    | 0     | 0                | 0                | 4                     | 0                     | 56    | 0     |
| Manta F. C. · Ecuador             | 1.ª           | 2021          | 26    | 0     | —                | —                | —                     | —                     | 26    | 0     |
| Manta F. C. · Ecuador             | Total club    | Total club    | 26    | 0     | 0                | 0                | 0                     | 0                     | 26    | 0     |
| Deportivo Cuenca · Ecuador        | 1.ª           | 2022          | 30    | 0     | 1                | 0                | —                     | —                     | 31    | 0     |
| Deportivo Cuenca · Ecuador        | 1.ª           | 2023          | 28    | 0     | —                | —                | 1                     | 0                     | 29    | 0     |
| Deportivo Cuenca · Ecuador        | 1.ª           | 2024          | 30    | 0     | 2                | 0                | 1                     | 0                     | 33    | 0     |
| Deportivo Cuenca · Ecuador        | Total club    | Total club    | 245   | 0     | 3                | 0                | 4                     | 0                     | 252   | 0     |
| Aucas · Ecuador                   | 1.ª           | 2025          | 21    | 0     | 0                | 0                | —                     | —                     | 21    | 0     |
| Aucas · Ecuador                   | Total club    | Total club    | 21    | 0     | 0                | 0                | 0                     | 0                     | 21    | 0     |
| Total carrera                     | Total carrera | Total carrera | 344   | 0     | 3                | 0                | 8                     | 0                     | 355   | 0     |
| 1. 2.                             |               |               |       |       |                  |                  |                       |                       |       |       |

### Participaciones internacionales
| Torneo                   | Club                    | Resultado    |
| ------------------------ | ----------------------- | ------------ |
| Copa Sudamericana 2017   | Deportivo Cuenca        | Primera fase |
| Copa Libertadores 2018   | Independiente del Valle | Segunda fase |
| Copa Sudamericana 2019   | Independiente del Valle | Campeón      |
| Recopa Sudamericana 2020 | Independiente del Valle | Subcampeón   |

## Palmarés

### Campeonatos internacionales
| Título            | Club                    | Año  |
| ----------------- | ----------------------- | ---- |
| Copa Sudamericana | Independiente del Valle | 2019 |